# Уиткрофт, Джорджина
Джорджи́на Уи́ткрофт (англ. Georgina Wheatcroft, урождённая Джорджи́на Хоу́кс, англ. Georgina Hawkes; род. 30 ноября 1965, Нанаймо, Британская Колумбия) — канадская кёрлингистка, игравшая на позиции второго номера и скипа, в составе сборной Канады бронзовый призёр Олимпийских игр 2002 года, двукратная чемпионка мира.

## Спортивная карьера
Первый успех к Джорджине пришел в 1987 году, когда она в составе команды Пэт Сандерс выиграла Чемпионат мира 1987 года, играя на позиции второго. После этого совместно с Сандерс перешла в команду к начинающему скипу Джулии Саттон. За два года команда больше проигрывала, чем побеждала, и Джорджина решила уйти из неё. В течение десяти следующих лет Уиткрофт периодически появлялась на различных соревнованиях, играя в основном в турнирах смешанных команд.
В 1999 году Уиткрофт возвращается к активной деятельности и вступает в команду к Келли Лоу. За 4 следующих года был выигран Чемпионат мира 2000 года в Глазго и завоёвана бронза Зимних Олимпийских игр 2002 в Солт-Лейк-Сити.
В 2003 году Келли Лоу распускает команду и Джорджина набирает собственную команду, играя на позиции скипа. Больших успехов эта команда не смогла добиться, и Уиткрофт переходит сначала в 2005 в команду Дженнифер Джонс, а в 2006 году — в команду к вернувшейся в спорт Келли Лоу.
В 2008 году Джорджина уходит из команды Лоу и набирает собственную.

## Достижения
- Зимние Олимпийские игры: бронза (2002).
- Чемпионат мира по кёрлингу среди женщин: золото (1987, 2000).
- Чемпионат Канады по кёрлингу среди женщин: золото (1987, 2000), серебро (1988, 2001, 2006).
- Канадский олимпийский отбор по кёрлингу: золото (2001), бронза (1987).
- Кубок Канады по кёрлингу: серебро (2003, 2006).

- Команда «всех звёзд» (All Stars teams) чемпионата Канады среди женщин (в скобках — 1-я или 2-я команда): 1988, 2001 (1), 2006 (1).
- В 1995 году введена в зал спортивной славы канадской провинции Британская Колумбия.

## Команды
| Сезон                                          | Четвёртый               | Третий              | Второй             | Первый             | Запасной                                          | Турниры                                 |
| ---------------------------------------------- | ----------------------- | ------------------- | ------------------ | ------------------ | ------------------------------------------------- | --------------------------------------- |
| 1984—85                                        | Джорджина Хоукс         | Christine Stevenson | Tracey Barwick     | Деб Массулло       |                                                   | [ 2 ]                                   |
| 1986—87                                        | Пэт Сандерс             | Луиз Эрлаву         | Джорджина Хоукс    | Деб Массулло       | Элейн Дагг-Джексон (ЧК)                           | ЧК 1987 · ЧМ 1987                       |
| 1987—88                                        | Пэт Сандерс             | Луиз Эрлаву         | Джорджина Хоукс    | Деб Массулло       | Элейн Дагг-Джексон (ЧК)                           | КООК 1987 · ЧК 1988                     |
| 1988—89                                        | Джулия Саттон           | Пэт Сандерс         | Джорджина Хоукс    | Мелисса Солиго     | Диана Нельсон                                     | ЧК 1989 (5 место)                       |
| 1999—00                                        | Келли Лоу               | Джулия Скиннер      | Джорджина Уиткрофт | Диана Нельсон      | Элейн Дагг-Джексон                                | ЧК 2000                                 |
| 1999—00                                        | Келли Лоу               | Джулия Скиннер      | Джорджина Уиткрофт | Диана Нельсон      | Шерил Нобл тренер: Элейн Дагг-Джексон             | ЧМ 2000                                 |
| 2000—01                                        | Келли Лоу               | Джулия Скиннер      | Джорджина Уиткрофт | Диана Нельсон      | Шерил Нобл тренер: Элейн Дагг-Джексон             | ЧК 2001                                 |
| 2001—02                                        | Келли Лоу               | Джулия Скиннер      | Джорджина Уиткрофт | Диана Нельсон      | Шерил Нобл тренер: Gene Friesen                   | КООК 2001 · ЗОИ 2002                    |
| 2002—03                                        | Келли Лоу               | Джулия Скиннер      | Джорджина Уиткрофт | Диана Дезура       |                                                   | КК 2003                                 |
| 2003—04                                        | Джорджина Уиткрофт      | Diane McLean        | Shellan Reed       | Диана Дезура       | Джулия Скиннер                                    | ЧК 2004 (9 место)                       |
| 2005—06                                        | Дженнифер Джонс         | Кэти Овертон-Клэпем | Джилл Оффисер      | Джорджина Уиткрофт | Джанет Арнотт (КООК, ЧК) тренер: Larry Jones (ЧК) | КООК 2005 (6 место) · КК 2006 · ЧК 2006 |
| 2006—07                                        | Колин Джонс (Келли Лоу) | Джорджина Уиткрофт  | Шеннон Алексик     | Darah Blandford    |                                                   |                                         |
| 2006—07                                        | Келли Лоу               | Джорджина Уиткрофт  | Шеннон Алексик     | Darah Provencal    | Steph Jackson тренер: Brent Giles                 | ЧК 2007 (8 место)                       |
| 2007—08                                        | Колин Джонс             | Джорджина Уиткрофт  | Kate Hamer         | Darah Blandford    |                                                   |                                         |
| Кёрлинг среди смешанных команд (mixed curling) |                         |                     |                    |                    |                                                   |                                         |
| 1988—89                                        | Steve Skillings         | Пэт Сандерс         | Al Carlson         | Джорджина Хоукс    |                                                   | [ 4 ]                                   |
| 1992—93                                        | Steve Skillings         | Джорджина Хоукс     | Sean Cromarty      | Шерил Нобл         |                                                   | [ 4 ]                                   |

(скипы выделены полужирным шрифтом)